# Canal de Corinto
O canal de Corinto é um canal que liga o golfo de Corinto com o mar Egeu. Ele passa pelo istmo de Corinto, e separa a península do Peloponeso da parte principal da Grécia, e torna o Peloponeso efetivamente uma ilha.
O canal possui 6,3 km de comprimento, e foi construído entre 1881 e 1893. Torna a locomoção de barcos pequenos na região mais fácil, uma vez que elas assim não precisam dar a volta em cerca de 700 km, em torno do Peloponeso. Porém, por ter apenas 21 metros de largura, é muito estreito para cargueiros internacionais. O canal é atualmente usado principalmente por barcos turísticos: 11 mil barcos navegam pelo canal anualmente.
A primeira tentativa de construir um canal na região aconteceu no ano de 67, em uma tentativa realizada pelo imperador romano Nero, que ordenou a seis mil escravos escavarem a região usando pás. No ano seguinte, Nero morreu, e seu sucessor, Galba, abandonou o projeto, por ser caro demais.